# فرقة الفرسان الثامنة لقوات الأمن الخاصة فلوريان غاير
فرقة الفرسان الثامنة لقوات الأمن الخاصة فلوريان غاير كانت فرقة الفرسان الألمانية لفافن إس إس أثناء الحرب العالمية الثانية. تم تشكيلها في عام 1942 من كتيبة من فرسان إس إس التي شاركت في عمليات «قتال اللصوص» مكافحة العصابات خلف الخط الأمامي وكانت مسؤولة عن قتل عشرات الآلاف من السكان المدنيين. واصلت عمليات «التهدئة» في الاتحاد السوفيتي المحتل، مما أدى إلى مزيد من الفظائع.

## التكوين
كان حوالي 40٪ من الفرقة من ألمان ترانسيلفانيا وبانات (صربيا ورومانيا) في حين كان الباقون من ألمانيا نفسها. شاركت كتيبة التدريب والاستبدال التابعة للفرقة في قمع انتفاضة غيتو وارسو عام 1943. في مارس 1944، تم تسميتها على اسم فلوريان غيير (1490–1525)، النبيل الفرانكوني الذي قاد شركة بلاك أثناء حرب الفلاحين الألمان. شكل المحاربون القدامى من الفرقة نواة فرقة الفرسان الثانية والعشرين من متطوعي القوات المسلحة ماريا تيريزيا، بعد إنشاء الأخير في 29 أبريل 1944.

## التاريخ التشغيلي

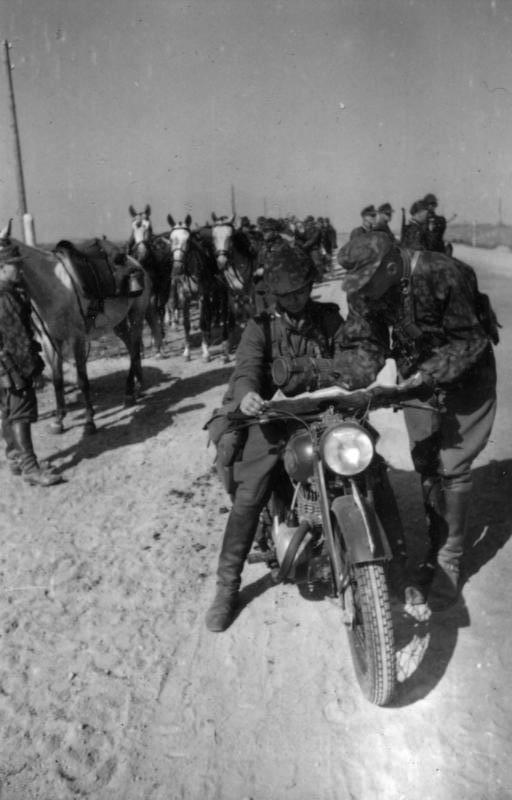
سلاح الفرسان SS في الاتحاد السوفيتي المحتل، يونيو 1942

سرعان ما تم إرسال القسم المنشأ حديثًا إلى الجبهة الشرقية وتمركز في قطاعي رجيف وأوريول في وسط روسيا حتى ربيع عام 1943، في المنطقة الخلفية لمركز مجموعة الجيوش. عندما خطط الجيش التاسع للإخلاء من منطقة رزيف البارزة في عملية بوفيل في مارس 1943، شاركت الفرقة في أعمال واسعة النطاق في «باندنبكبفمبونج» (القتال عبر العصابات) في الأسابيع التي سبقت العملية، إلى جانب عناصر من أربعة فرق في فيرماخت وغيرها وحدات الشرطة والشرطة. قُتل ما يقدر بنحو 3000 روسي، الغالبية العظمى منهم كانوا غير مسلحين: تم العثور على 277 بندقية فقط، و41 مسدسًا، و61 بندقية آلية، و17 قذيفة هاون. كجزء من الانسحاب، أمر قائد الجيش التاسع فالتر مودل شخصياً بترحيل جميع المدنيين الذكور، وتسميم الآبار، وتم تدمير عشرين قرية على الأقل في سياسة الأرض المحروقة لعرقلة متابعة تقدم الجيش الأحمر في المنطقة. 
ثم تم نقل الفرقة إلى المنطقة المحيطة بوبرويسك، في مهام الأمن الداخلي ومكافحة العصابات حتى سبتمبر 1943. في سبتمبر تم نقل الفرقة إلى الجبهة الجنوبية وشاركت في التراجع الألماني إلى نهر دنيبر.
تم إرسال الفرقة بعد ذلك إلى المجر في أكتوبر عام 1943، حيث تم الجمع بين كتيبي Panzerjager وشتورمجيشوتس وأصبحت كتيبة الاستطلاع لكتيبة الاستطلاع بانزر. بعد إعادة التنظيم هذه، تم إرسال الفرقة إلى كرواتيا، لكن العديد من المجندين الجدد هم الدانوب سوابيانس (شوفيه) الذين تم اختيارهم من المجر في مارس 1944. في أبريل 1944، عادوا إلى المجر وشاركوا في القتال في ترانسيلفانيا بعد انهيار الجبهة الرومانية. 
حوصرت الفرقة في حصار بودابستمع فيالق الجبال IX SS عندما حاصرت القوات السوفيتية والرومانية المدينة في ديسمبر 1944. تم تدمير الفرقة في مغركة بودابست، وفي نهاية الحصار، من بين 30000 رجل من قوات الأمن الخاصة، وصل حوالي 800 فقط إلى الخطوط الألمانية. 

## القادة

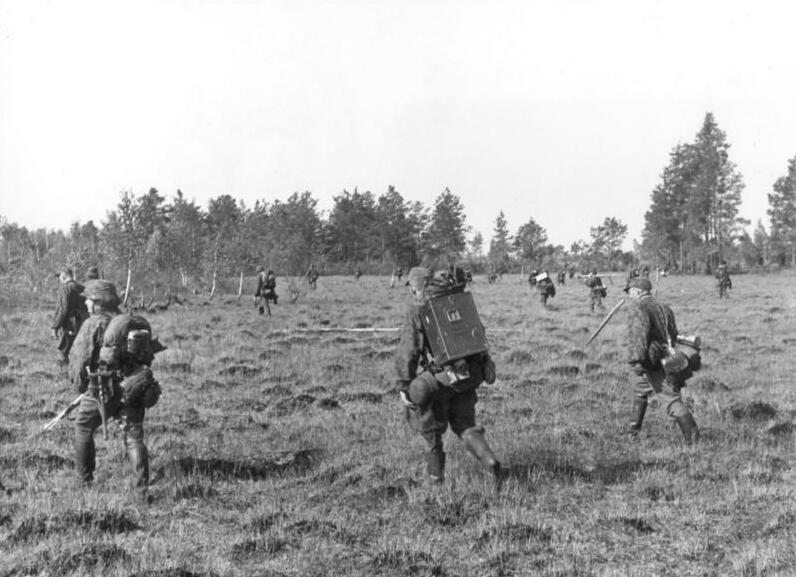
SS فرقة الفرسان على اكتساح Bandenbekämpfung، مايو 1943

- إس إس بريغادير غوستاف لومبارد، (مارس 1942 - أبريل 1942)
- SS-Gruppenführer هيرمان فيجلين، (أبريل 1942 - أغسطس 1942)
- SS- Obergruppenführer فيلهلم بيترش، (أغسطس 1942 - 15 فبراير 1943)
- إس إس بريغادير فريتز فريتاج، (15 فبراير 1943 - 20 أبريل 1943)
- إس إس بريغادير غوستاف لومبارد، (20 أبريل 1943 - 14 مايو 1943)
- إس إس-غروبنفهرر هيرمان فيجيلين، (14 مايو 1943 - 13 سبتمبر 1943)
- SS- Gruppenführer Bruno Streckenbach ، (13 سبتمبر 1943 - 22 أكتوبر 1943)
- إس إس-غروبنفهرر هيرمان فيجيلين، (22 أكتوبر 1943 - 1 يناير 1944)
- SS- Gruppenführer Bruno Streckenbach ، (1 يناير 1944 - 14 أبريل 1944)
- إس إس بريغادير غوستاف لومبارد، (14 أبريل 1944 - 1 يوليو 1944)
- س. بريجديفهر يواكيم رومهر (1 يوليو 1944 - 11 فبراير 1945)